# Zenon Brzewski
Zenon Brzewski (* 3. Juni 1923 in Ulanów; † 9. Februar 1993 in Warschau) war ein polnischer Musikpädagoge und Geiger.
Brzewski besuchte das humanistische Gymnasium in Krakau und begann am Konservatorium eine Ausbildung bei Władysław Syrewicz, die durch den Ausbruch des Zweiten Weltkrieges unterbrochen wurde. In der Besatzungszeit war er im bewaffneten Widerstand in der Polnischen Heimatarmee aktiv und kämpfte u. a. in den Partisanengruppen Ponurego und Nurta. Nach dem Krieg besuchte er das St.-Jacek-Gymnasium in Krakau und setzte dann seine Ausbildung am Warschauer Konservatorium und bei Irena Dubiska an der Musikhochschule Warschau fort. Von 1961 bis 1963 absolvierte er ein Postgraduiertenstudium bei Max Rostal in Bern, Wolfgang Schneiderhan in Luzern und André Gertler in Brüssel.
Nach dem Erhalt des Diploms 1956 unterrichtete er zunächst als Assistent, dann als außerordentlicher und schließlich (1983–1993) als ordentlicher Professor an seiner Alma Mater. Er leitete hier die Violinklasse, später die Abteilung für Streichinstrumente und war von 1972 bis 1975 Vizerektor der Hochschule. Daneben unterrichtete er an der Maria-Curie-Skłodowska-Universität in Lublin und leitete eine Violinklasse an der Musikakademie Łódź. Zu seinen Schülern zählen Musiker und Musikpädagogen wie Mirosław Ławrynowicz, Robert Szreder, Krzysztof Węgrzyn, Andrzej Grudzień, Michał Trojanowski, Paweł Urstein, Danuta Głowacka, Kazimierz Olechowski und Iwona Koter.
Als Juror nahm Brzewski an zahlreichen nationalen und internationalen Violinwettbewerben teil. Er war Mitgestalter des nationalen Stanisław-Serwaczyński-Wettbewerbs und des Lipiński- und Wienianwsi-Wettbewerbs für junge Geiger in Lublin, Gründer der Internationalen Musikkurse von Łańcut und einer Musikschule für begabte Jugendliche in Warschau.
Er nahm an zahlreichen Kongressen der Association of String Instruments Teachers teil und war Gründer und Präsident von deren polnischer Sektion, von 1973 bis 1981 Vizepräsident und von 1972 bis 1992 Vorsitzender der Pädagogischen Sektion des polnischen Musikkünstlerverbandes sowie Vorsitzender des Rates für Musikpädagogik beim polnischen Kultusministerium.
Als aktiver Musiker war er während seiner Studienzeit u. a. Mitglied des Orchesters der Warschauer Oper und der Nationalphilharmonie und spielte in einem Streichquartett mit Irena Dubiska, Włodzimierz Tomaszewski und Kazimierz Wiłkomirski. 1958 gründete er zusammen mit Stefan Sutkowski und Juliusz Borzym das Antique Collegium Varsoviense, mit dem er bis 1965 auftrat.
Für seine pädagogischen und künstlerischen Aktivitäten erhielt Brzewski u. a. das Ritterkreuz des Orden Polonia Restituta, das Silberne Verdienstkreuz der Republik Polen mit Schwertern und das Goldene Verdienstkreuz, das Goldene Ehrenabzeichen der Stadt Warschau, zwei Preise des Ministers für Kultur und Kunst und auch den Orden des Lächelns.